# Mistrzostwa Świata w Kolarstwie Przełajowym 1966
17. Mistrzostwa Świata w Kolarstwie Przełajowym 1966 odbyły się w hiszpańskiej miejscowości Beasain, 27 lutego 1966 roku. Rozegrano tylko wyścig mężczyzn w kategorii zawodowców.

## Medaliści
| Konkurencja                | Złoto             | Czas      | Srebro           | Czas     | Brąz           | Czas     |
| Klasyfikacja mężczyzn      |                   |           |                  |          |                |          |
| Zawodowcy (27 lutego 1966) | Eric De Vlaeminck | 1:02.57 h | Hermann Gretener | + 0:12 m | Rolf Wolfshohl | + 0:17 m |

## Szczegóły
| Medal | Zawodnik          | Narodowość | Czas      |
| ----- | ----------------- | ---------- | --------- |
|       | Eric De Vlaeminck | Belgia     | 1:02.57 h |
|       | Hermann Gretener  | Szwajcaria | + 0:12    |
|       | Rolf Wolfshohl    | RFN        | + 0:17    |
| 4     | Huub Harings      | Holandia   | + 1:16    |
| 5     | Luciano Luciani   | Włochy     | + 1:32    |
| 6     | Amerigo Severini  | Włochy     | + 1:36    |
| 7     | Freddy Nijs       | Belgia     | + 1:36    |
| 8     | Karl Stähle       | RFN        | + 1:54    |
| 9     | Antonio Barrutia  | Hiszpania  | + 1:58    |
| 10    | Michel Pelchat    | Francja    | + 1:58    |

## Tabela medalowa
| Miejsce | Państwo    |   |   |   |   |
| ------- | ---------- | - | - | - | - |
| 1.      | Belgia     | 1 | 0 | 0 | 1 |
| 2.      | Szwajcaria | 0 | 1 | 0 | 1 |
| 3.      | RFN        | 0 | 0 | 1 | 1 |